# Барсовый заказник
Барсовый заказник — бывший государственный зоологический заказник. Располагался в южной части Приморского края (Хасанский район) вдоль государственной границы с Китаем. Создан в 1979 году. Имел отведённую площадь 106 тыс. га. Находился в ведении Минсельхоза России.
Растительность на территории представлена хвойно-широколиственными и лиственничными лесами, редкими и исчезающими видами сосудистых растений.
Множество насекомых из Красной книги России (кузнечик Уварова, гриллоблаттида Куренцова). Эндемики — болория хакутозана и парусник альциной.
На территории заказника были запрещены все виды охоты, устройство туристических стоянок и лагерей.
В 2008 году был включён в состав новообразованного Леопардового заказника.